# آيت لحسن أبورحيم (إكودار)
آيت لحسن أبورحيم هو دُوَّار يقع بجماعة إيڭودار منابهة، إقليم تارودانت، جهة سوس ماسة في المملكة المغربية. ينتمي الدوّار لمشيخة إكودار التي تضم 21 دوار. يقدر عدد سكانه بـ 185 نسمة حسب الإحصاء الرسمي للسكان والسكنى لسنة 2004.

## وصلات خارجية
- البوابة الوطنية للجماعات الترابية
- المندوبية السامية للتخطيط